# Albertine Zullo
Albertine Zullo (født 1967), blot kendt som Albertine, er en schweizisk illustrator.
Hun har specialiseret sig i at illustrere børnebøger , hvoraf mange er udgivet på engelsk. Siden 1996 har hun undervist i serigrafi på Geneva University of Art and Design (HEAD). Zullo blev tildelt HC Andersen-prisen for illustration i 2020.